# Galendromus pilosus
Galendromus pilosus är en spindeldjursart som först beskrevs av Chant 1959.  Galendromus pilosus ingår i släktet Galendromus och familjen Phytoseiidae. Inga underarter finns listade i Catalogue of Life.